# 211172 Tarantola
211172 Tarantola è un asteroide della fascia principale. Scoperto nel 2002, presenta un'orbita caratterizzata da un semiasse maggiore pari a 2,3927281 UA e da un'eccentricità di 0,2070798, inclinata di 0,94737° rispetto all'eclittica.
L'asteroide è dedicato al geologo Albert Tarantola.